# باسمو
باسمو (باليابانية: パスモ) يُشار إليه باسم PASMO هي عملة رقمية على شكل بطاقة ذكية غير تلامسية قابلة لإعادة الشحن. يتم استخدامه بشكل أساسي لوسائل النقل العام في طوكيو، اليابان، حيث تم طرحه في 18 آذار (مارس) 2007. ويمكن أيضًا استخدام باسمو كبطاقة دفع لآلات البيع والمتاجر.

اعتبارًا من أبريل 2009، كان هناك أكثر من 11 مليون بطاقة متداولة.